# Museum Jorge Rando
Museum Jorgeho Randa je první expresionistické muzeum v Málaze, v jižním Španělsku v Andalusii. Je věnované stejnojmennému malíři Jorgemu Randovi. Kromě shromažďování jeho sbírek, muzeum také pořádá krátkodobé výstavy ostatních expresionistických umělců, jak místních, tak i mezinárodních. Slavnostně bylo otevřeno 28. května 2014.

## Muzeum
Poslání muzea je především soustředěno na studium a šíření díla Jorgeho Randa, jakož i na objevování poetiky expresionismu, uměleckého směru, který vznikl na konci 19. století a působí dodnes. Díky kterému, vznikly některé z nejplodnějších příspěvků do současné západní kultury v širším smyslu. Studium a představování různých uměleckých aspektů jako je malba, plastika, architektura, filozofie, literatura, kino a hudba patří k jeho prioritám.
Je to muzeum, které má být odrazem díla Jorgeho Randa, čímž vznikla kulturní filozofie homologovaná jeho myšlením. Heslo muzea „Puertas siempre abiertas... para que las personas entren y el museo salga.“ Heslo v překladu znamená: "Dveře vždy otevřené ... lidé vchází a muzeum odchází", Museum Jorgeho Randa se stalo muzeem, které se dívá na umění z duchovní a humanistické perspektivy.
Vstup a prohlídka s průvodcem jsou zdarma.

## Výstavy

### Umělecká díla Jorgeho Randa
Výstavní místnosti s uměleckými produkcemi Jorgeho Randa jsou doplněny o výklady, ve kterých se střídají různé tematické okruhy umělce tak, aby doplňovaly vystavovaná díla.

### Krátkodobé výstavy
Krátkodobé výstavy obsahují díla národních a mezinárodních umělců, spojené s expresionismem nebo neo-expresionismem. V prvním roce se zde konala výstava kreseb umělkyně Käthe Kollwitz. V prosinci 2015 se v muzeu uskutečnila první velká výstava sochaře Ernsta Barlacha, jako poprvé v celém Španělsku.

## La Sala de Estar del Arte (Obývací místnost umění)
Muzeum je považováno za obývací místnost umění (La Sala de Estar del Arte). Po celý rok představuje různé umělecké obory. El color del sonido (Barva zvuku) je cyklus věnovaný hudbě; Luces y sombras (Světla a Stíny) je filmový a diskuzní cyklus s úvodem a debatou na konci; El Gabinet je cyklus věnovaný literatuře, divadlu a vyprávění; Arte (Umění) je cyklus věnovaný uměleckým diskusím, reportážím a uměleckým setkáním. Lo que está pasando je cyklus věnovaný debatě o aktuálních otázkách dění, týkající se jak politiky, tak i například moderní technologie. Cyklus je pod vedením předsedkyně z katedry komunikace UNESCO (Cátedra UNESCO de Comunicación).

## Návštěvy a vzdělávání
Muzeum nabízí prohlídky s průvodcem, které nemusí být rezervovány předem a nejsou omezeny počtem účastníků. Prohlídky jsou vedeny uměleckými historiky, tudíž nemají přesně stanovená pravidla: měly by spočívat ve výměně dojmů a postřehů, aby se každá návštěva stala objevem a obohacením.
Program je zaměřený na to, aby expresionismus, neoexpresionismus a současné umění obecně byly blíže studentům, díky prohlídkám s průvodcem, uměleckým workshopům a debatním setkáním.
Pro skupiny, které mají zvláštní potřeby, probíhají i osobní prohlídky. Muzeum má bezbariérový přístup.

## Budova

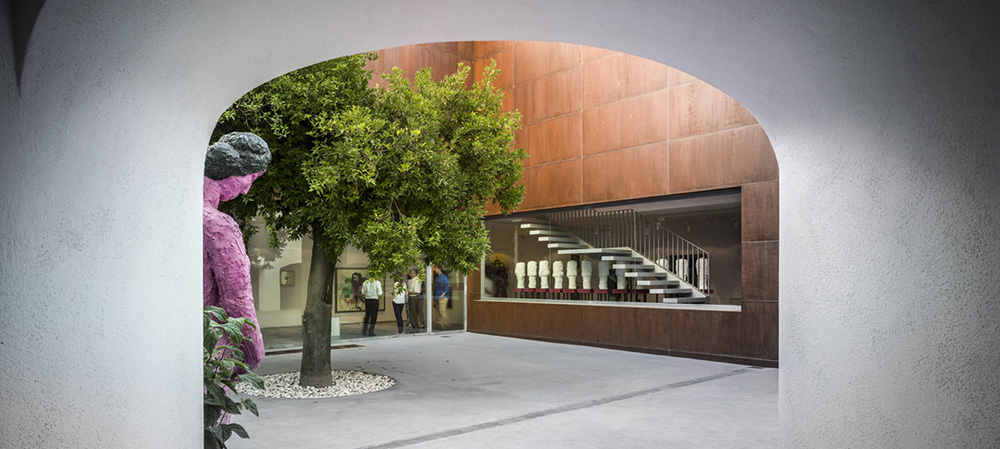
Dvůr Muzea

Muzeum Jorgeho Randa je připojeno ke klášteru Milosrdných (Monasterio de las Mercedarias) v ulici Cruz del Molinillo de Málaga. Budova byla postavena podle návrhu architekta D. Manuela Rivera Valentína (1878) a je považována za symbolickou budovu, zejména uměleckého zájmu. Nachází se zde také mandarinkovník ve dvoře, který tu před více než 140 lety vysadil zakladatel kláštera. V roce 2011 městská radnice v Málaze schválila budování muzea v části kláštera, které bylo dostavěno na jaře 2014 pod vedením architekta D. Josého Antonia Gonzáleze Vargase. Síla expresionistického umění nemohla najít lepší místo než je právě to, které si zachovává duchovní hodnoty.

## Instalace
Konstrukce tohoto muzea se skládá z kombinace staré cihlové křížové chodby v nádvoří a novými instalacemi ze surového betonu a oceli proti povětrnostním vlivům. Vytváří zde synergii, která spojuje spiritualitu a vyrovnanost kláštera s tvrdostí expresionistického umění. Nachází se zde čtyři výstavní sály s přirozeným osvětlením. Právě vytvoření přirozeného světla je jedním z nejdůležitějších bodů této stavby. Dále se zde nachází knihovna, vnitřní nádvoří a výtvarný ateliér, kde se konají aktivity pro děti i dospělé. Pravidelně se zde scházejí skupiny umělců, kteří zde diskutují s historiky i návštěvníky. Muzeum tak dává prostor pro výměnu názorů a diskuse o umění a kultuře.

## Administrativa
Řízení, správu a veškeré muzejní aktivity jako jsou výstavy, konference související s uměním a estetikou expresionismu, workshopy a semináře, atd. jsou pod vedením Jorge Rando Foundation.

## Galerie obrázků

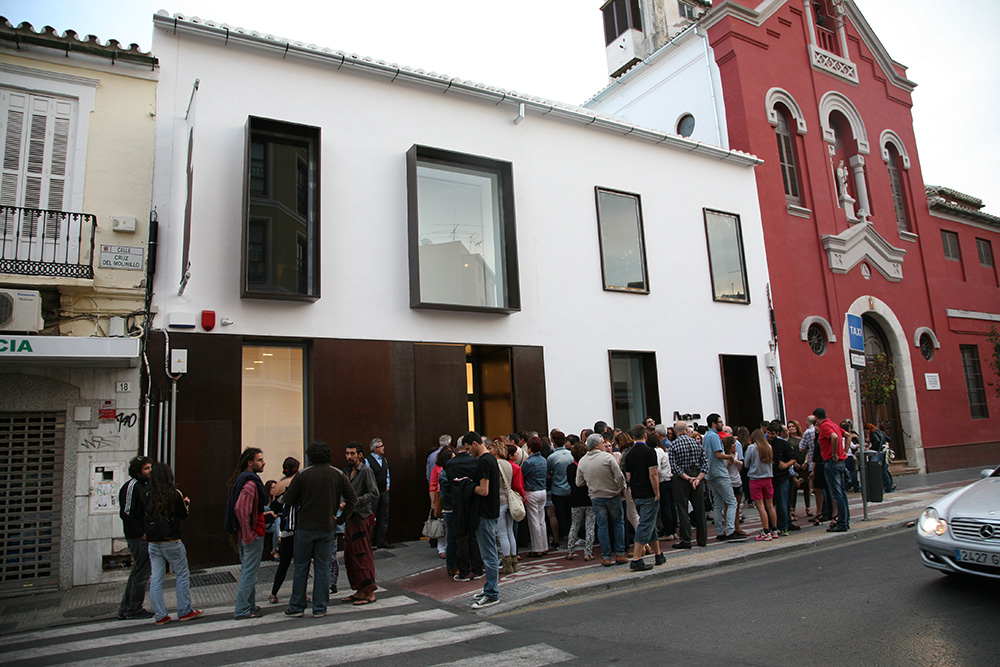
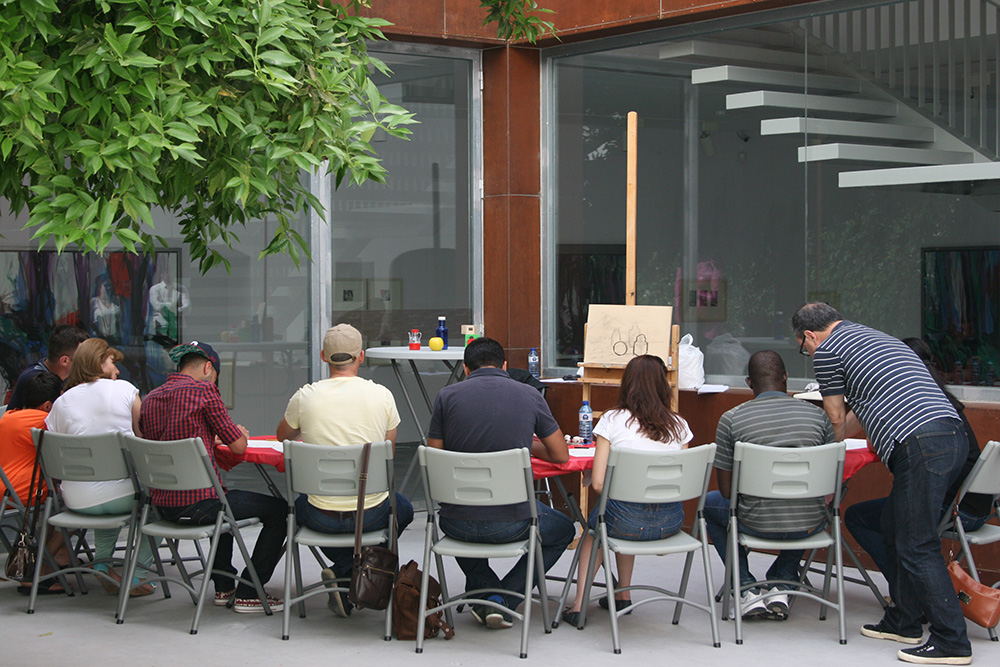
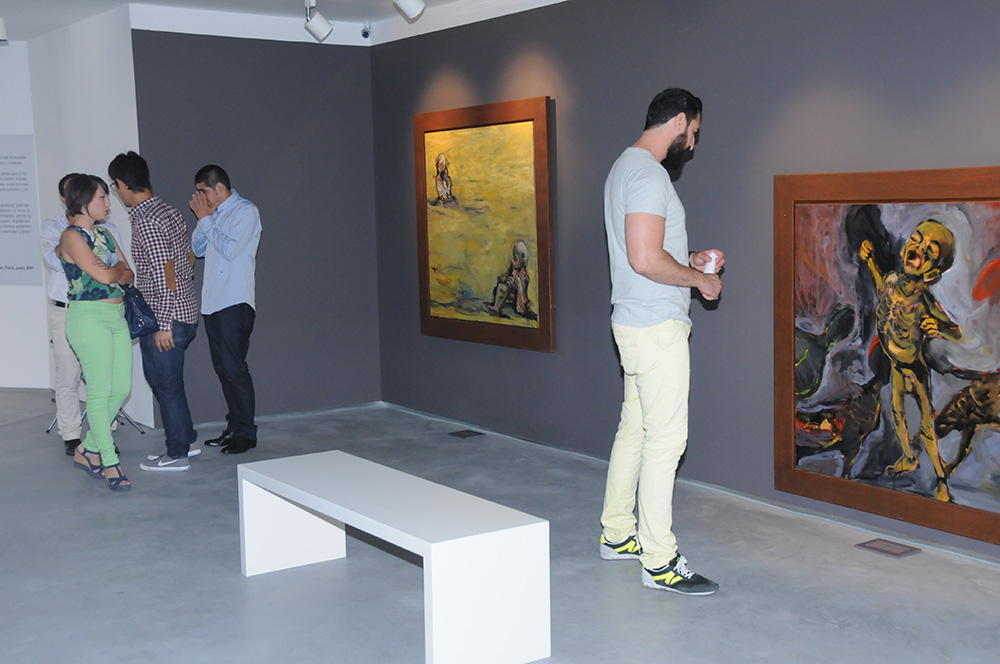
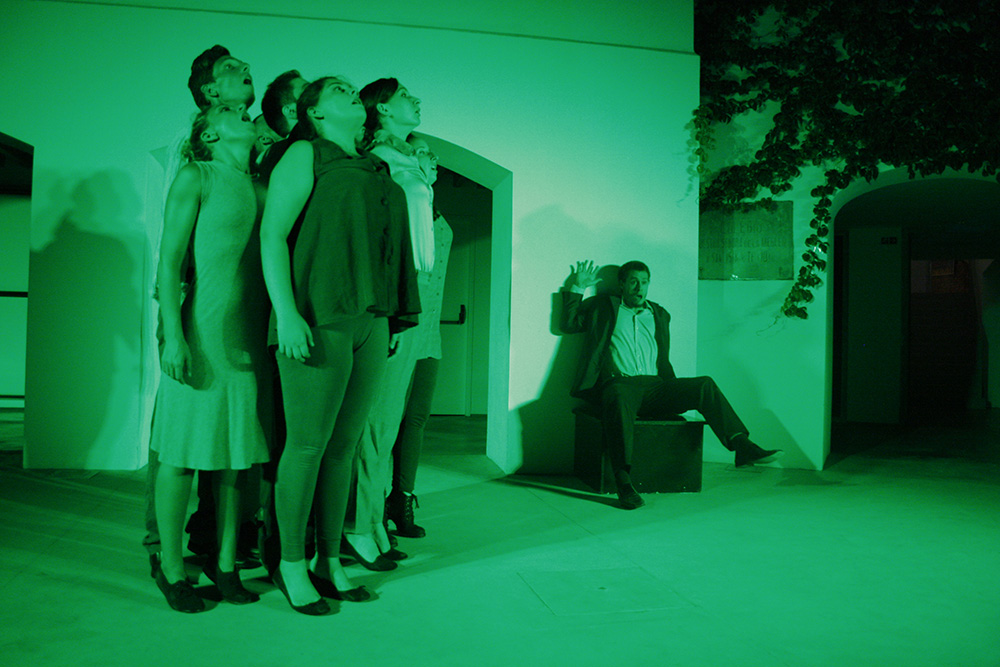
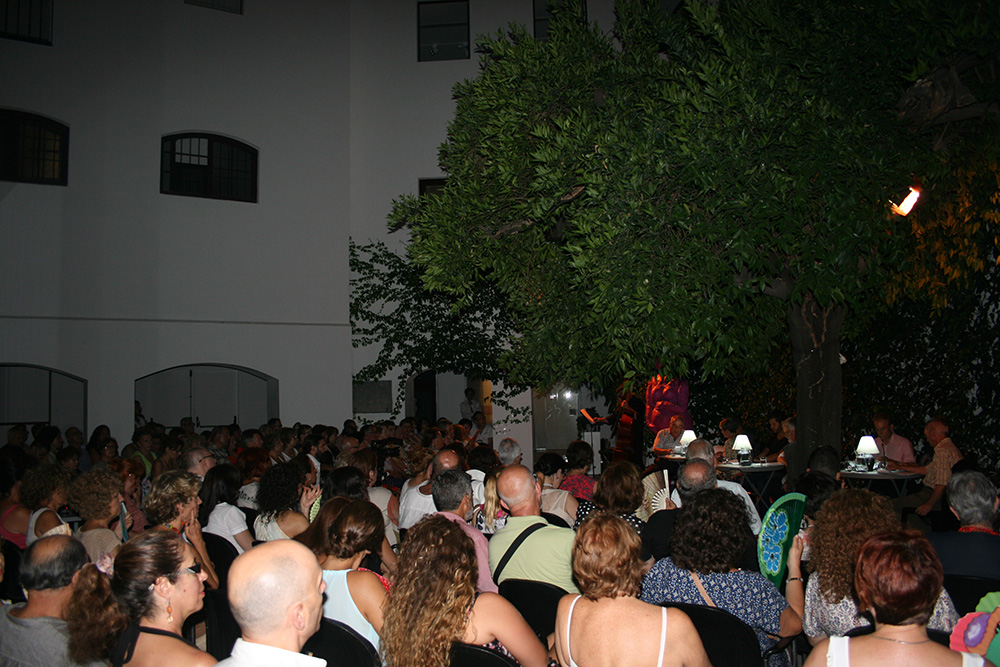
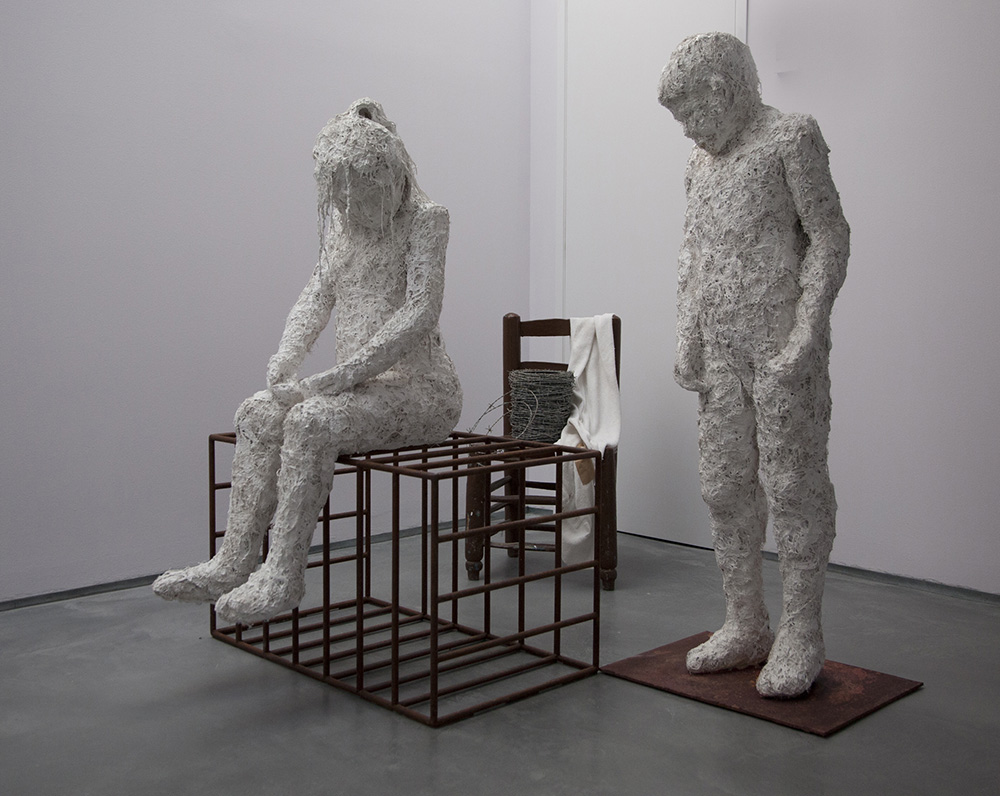
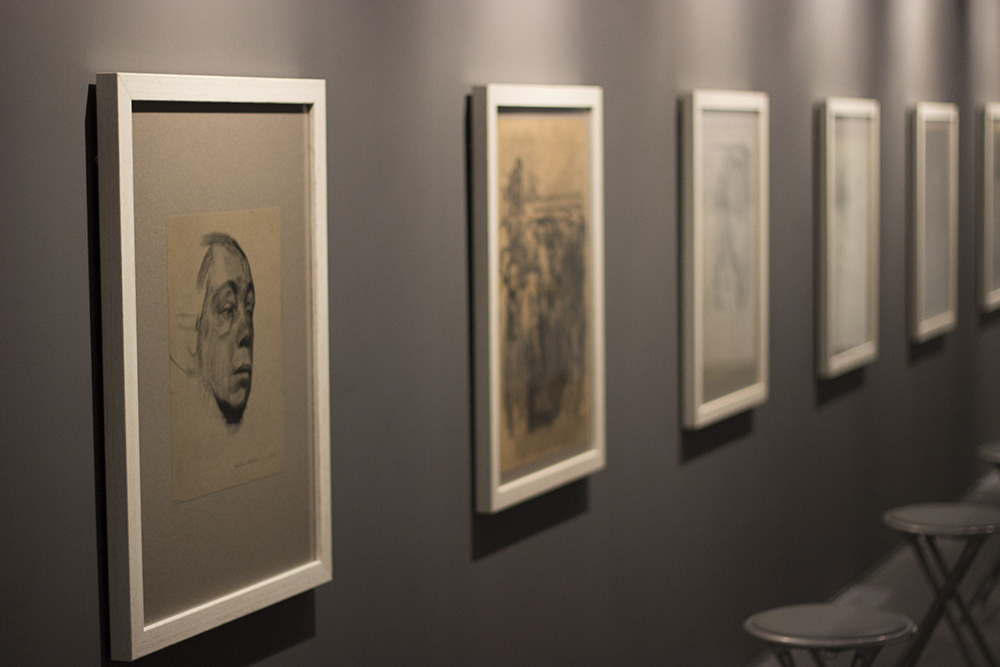
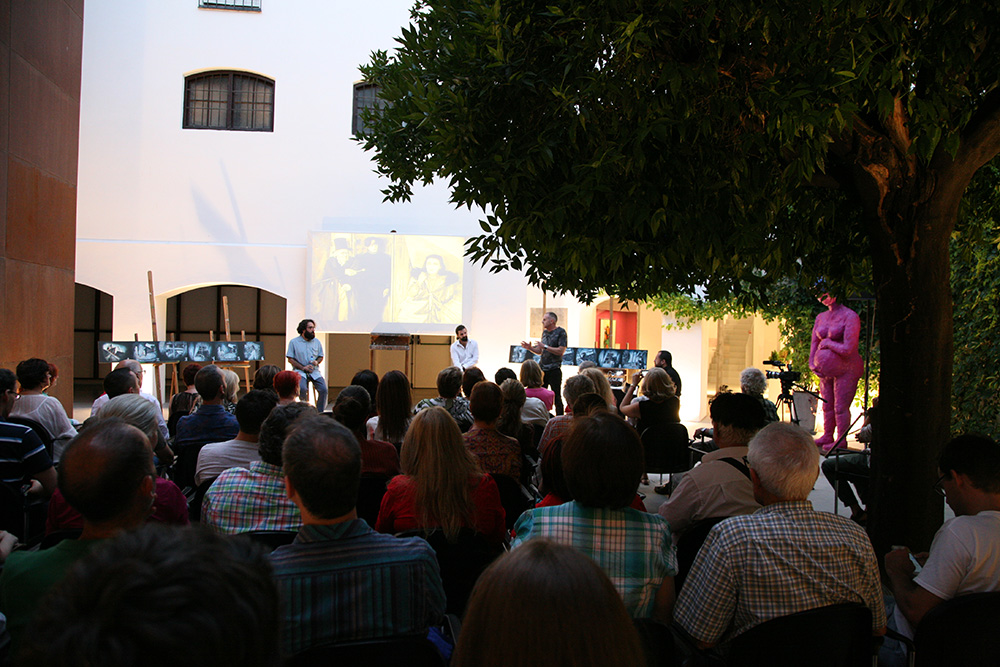
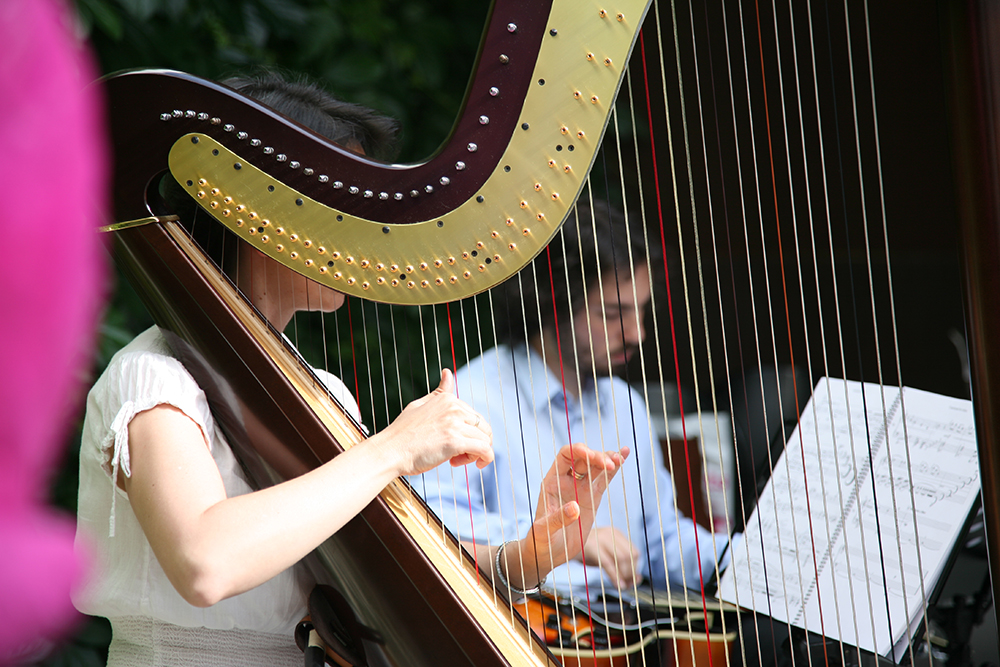
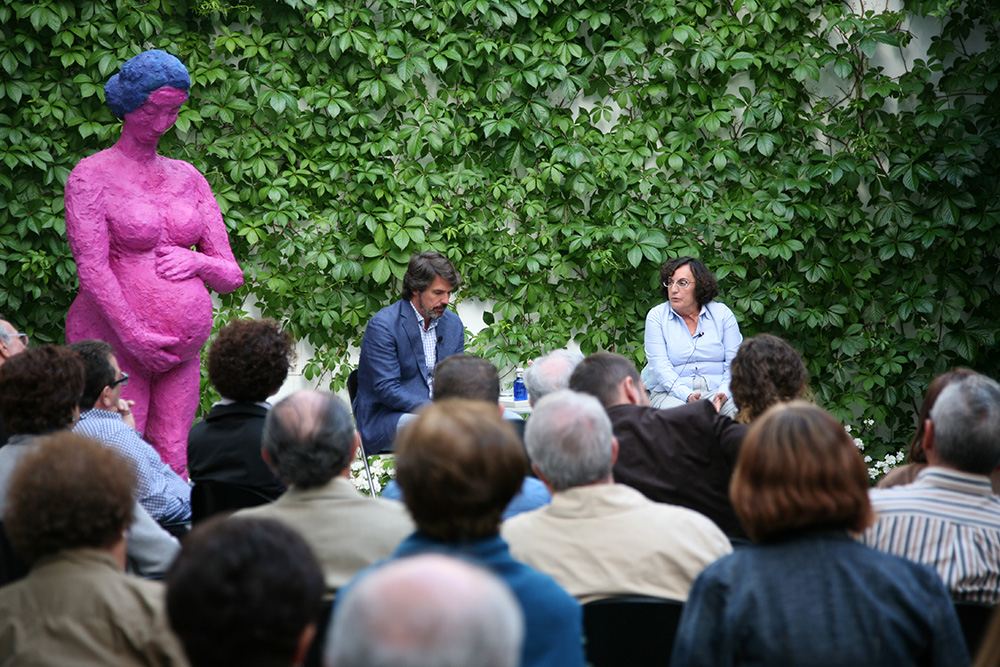
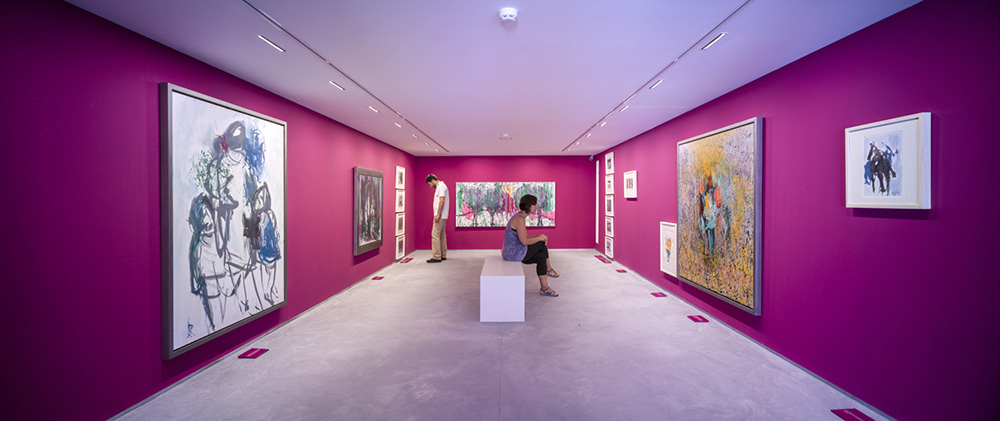
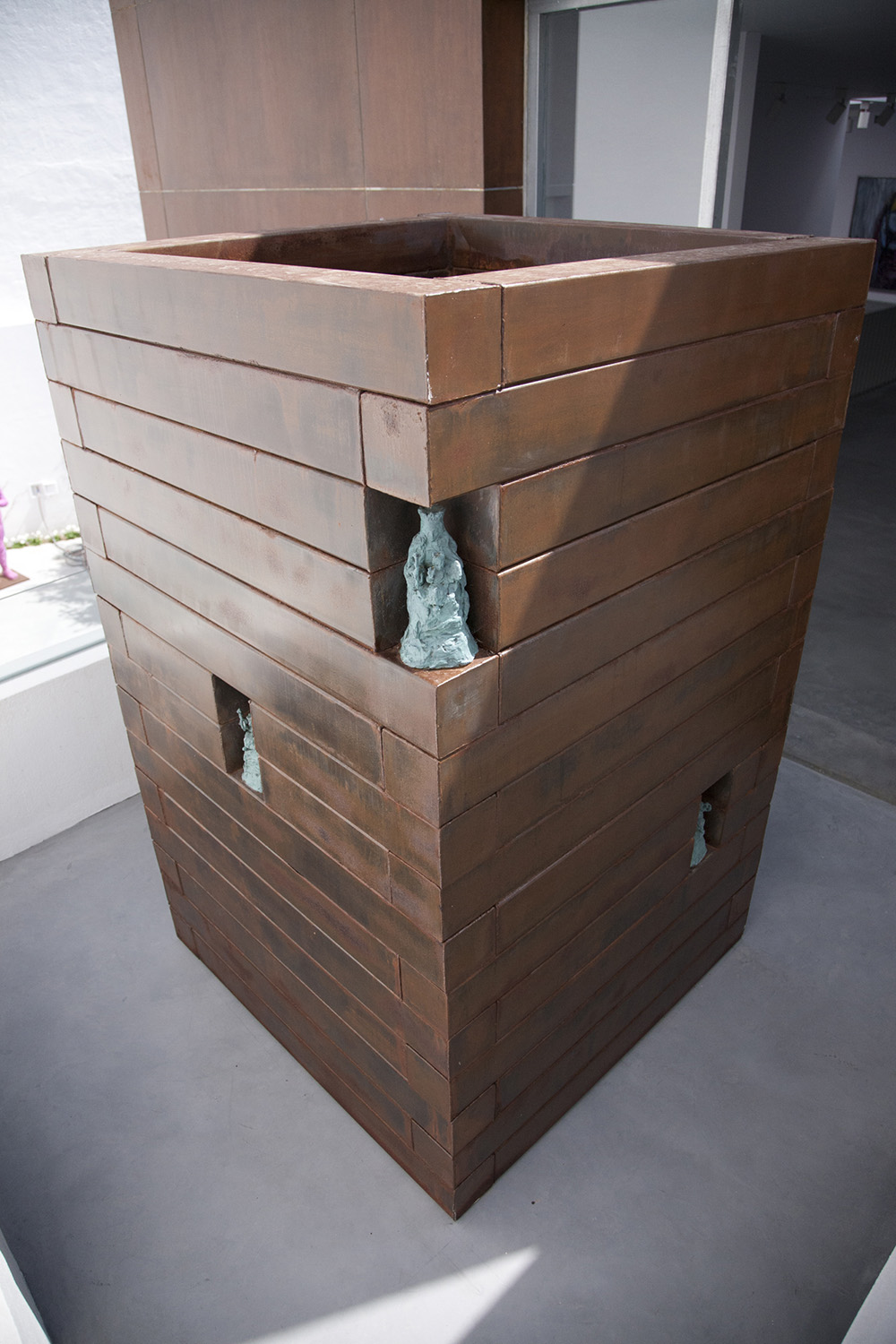